# エマ・ヨハンソン
エマ・ヨハンソン（Emma Johansson、1983年9月23日 - ）は、スウェーデン、ソレフテオ出身の女子自転車競技（ロードレース）選手。

## 経歴
ジュニア時代はマウンテンバイクレースのクロスカントリー選手としても活躍。2001年の国内選手権では、クロスカントリーと個人タイムトライアル(ITT)のジュニアチャンピオンとなった。またクロスカントリーは2000年の同大会も優勝。
2000年
- スウェーデン選手権・ジュニア部門
  - MTBクロスカントリー(以下、XC) 優勝

2001年
- スウェーデン選手権・ジュニア部門
  - XC 優勝
  - ITT 優勝

2005年
- スウェーデン選手権・ITT優勝。

2007年
- スウェーデン選手権・ITT優勝。

2008年
- スウェーデン選手権・ITT優勝。
- 北京オリンピック・個人ロードレースでは、ニコール・クックに次いで2位に入り、銀メダル獲得。
- トロフェ・ドール・フェミナン総合優勝。
- ロードレース世界選手権・個人ロード 4位

2009年
- ロンド・ファン・ドレンテ 優勝
- UCI女子ロードワールドカップ総合2位。

2010年
- 国内選手権・個人ロードレース 優勝。
- UCI女子ロードワールドカップ総合2位。
- 世界選手権・個人ロード 3位
- トロフェ・ドール・フェミナン総合優勝。

2011年
- スウェーデン選手権・個人ロード優勝。
- ショレ・ペイ・ド・ロワール・フェミナン 優勝
- テューリンゲン・ルントファールト・フラウエン 総合優勝

2012年
- スウェーデン選手権・個人ロード優勝。
- ツール・ド・フリー・ステイト 総合優勝
- ロンドンオリンピック
  - 個人ロード 6位
  - ITT 14位
- 世界選手権・個人ロード 9位